# Poolbillard-Panamerikameisterschaft 2014
Die Poolbillard-Panamerikameisterschaft 2014 war die 16. Austragung der vom amerikanischen Billardverband CPB veranstalteten Kontinentalmeisterschaft im Poolbillard. Sie fand im Juli 2014 in Medellín in Kolumbien statt. Es wurden die Disziplinen 8-Ball, 9-Ball und 10-Ball in den Kategorien Herren, Damen und Junioren ausgespielt.

## Medaillengewinner
| Disziplin          | Gold               | Silber           | Bronze                              |
| ------------------ | ------------------ | ---------------- | ----------------------------------- |
| Herren – 8-Ball    | Miguel Jerez       | Gregorio Sánchez | José Solorzano Mario Pérez          |
| Herren – 9-Ball    | Christopher Tevez  | Luis Lemus       | Jonny Martinez Carlos Ramiez        |
| Herren – 10-Ball   | Alejandro Carvajal | Enrique Rojas    | Gregorio Sánchez Franklin Martinez  |
| Damen – 8-Ball     | Carlynn Sánchez    | Adriana Villar   | Gernailys Zimmerman Julieta Block   |
| Damen – 9-Ball     | Johanna Espinoza   | Carlynn Sánchez  | Adriana Villar Soledad Ayala        |
| Damen – 10-Ball    | Andrea Cordona     | Carlynn Sánchez  | Mirjana Grujicic Mayling Balladares |
| Junioren – 8-Ball  | Jesus Atencio      | Ignacio Block    | Jerry Quintero Laurens Arce         |
| Junioren – 9-Ball  | Jesus Atencio      | Ignacio Block    | Jerry Quintero Alexander Tapiquen   |
| Junioren – 10-Ball | Jesus Atencio      | Ignacio Block    | Laurens Arce Guillermo Dominguez    |